# Sylvia minula
Sylvia minula là một loài chim trong họ Sylviidae.